# Lijst van spelers van Defensor Sporting Club
Deze lijst omvat voetballers die bij de Uruguayaanse voetbalclub Defensor Sporting Club spelen of gespeeld hebben. De namen van de spelers zijn alfabetisch gerangschikt.

## A
- Manuel Abreu
- Sebastián Abreu
- Eduardo Acevedo
- Alejandro Acosta
- Carin Adippe
- Juan Aguirre
- Bryan Aléman
- Gustavo Alles
- Guillermo Almada
- Luis Almada
- Gabriel Alvez
- Juan Amado
- Miguel Amado
- Javier Ambrois
- Nicolas Amodio
- Sasha Aneff
- Ricardo Aparicio
- Eduardo Aranda
- Claudio Arbiza
- Adrián Argachá
- José Ariamendi
- Ramón Arias
- Sergio Ariosa
- Danilo Asconeguy

## B
- Baré
- Gustavo Biscayzacú
- Matías Britos
- Gastón Bueno

## C
- Pablo Caballero
- Leandro Cabrera
- Rodrigo Cabrera
- Martín Cáceres
- Maximiliano Callorda
- Martín Campaña
- Mathías Cardaccio
- Jairo Castillo
- Juan Castillo
- Luis Castro
- Jorge Cazulo
- César Ceballos
- Juan Correa
- Pablo Correa
- Hugo Costela
- Luis Cubilla
- Román Cuello
- Jorge Curbelo
- Pablo Curbelo

## D
- Giorgian De Arrascaeta
- Gustavo De Simone
- Diego De Souza
- Gustavo Dezotti
- Alejandro Díaz
- Carlos Díaz
- Sebastián Diaz
- Pablo Difiori

## E
- Antonio Esmerode
- Juan Estrada
- Michael Etulaín
- Leandro Ezquerra

## F
- Fernando Fadeuille
- Fernando Fajardo
- Diego Favaro
- Eduardo Favaro
- Diego Fernández
- Juan Fernández
- Marcelo Fernandez
- Ruben Fernández
- Sebastián Fernández
- Silvio Fernandez
- Enrique Ferraro
- Diego Ferreira
- William Ferreira
- Juan Ferreri
- Andrés Fleurquin
- Ederson Fofonka
- Dagoberto Fontes
- Pablo Forlán

## G
- Pablo Gaglianone
- Martín Adrián García
- Mario Gastán
- Ramon Gianbiaggi
- Rodrigo Gómez
- Alvaro González
- Andreé González
- Christian González
- Jorge Ignacio González
- Washington González
- Javier Guarino
- Marcelo Guerrero
- Nelson Gutiérrez

## H
- Pablo Hernández
- Pedro Pablo Hernández
- Robert Herrera
- Claudio Husaín

## I
- Walter Ibáñez
- Martin Icart
- Yonatan Irrazabal
- Ignacio Ithurralde

## L
- César La Paglia
- Federico Laens
- Andrés Lamas
- Ronald Langon
- Jair Lemos
- Martín Ligüera
- Marcelo Lipatín
- Ignacio Lores
- Brian Lozano
- Josemir Lujambio
- Adrián Luna

## M
- Federico Magallanes
- Matías Malvino
- Julio Marchant
- Andrés Martínez
- Diego Martínez
- Federico Martínez
- Javier Martínez
- Sergio Martínez
- Víctor Martínez
- Williams Martínez
- Gonzalo Maulella
- Rodrigo Mieres
- Néstor Moiraghi
- Rodrigo Mora
- Carlos Morales
- Juan Mujica
- Pablo Munhoz

## N
- Mauricio Nanni
- Nasa
- Alvaro Navarro
- Hebert Noya

## O
- Nicolás Olivera
- Santiago Ostolaza

## P
- Jordán Palacios
- Martín Parodi
- Danilo Peinado
- Carlos Peppe
- Maximiliano Pereira
- Diego Pérez
- Gregorio Pérez
- Maximiliano Pérez
- Omar Pérez
- Julián Perujo
- Paulo Pezzolano
- Federico Pintos
- Pablo Pintos
- Jhon Pírez
- Conduelo Piriz
- Federico Platero

## R
- Darwin Ramírez
- Venancio Ramos
- Régis
- Nathaniel Revetria
- Ignacio Risso
- Mario Risso
- Petter Rocha
- Andrés Rodríguez
- Ángel Rodríguez
- Carlos Rodríguez
- Diego Rodríguez
- Diego Rodríguez
- Fernando Rodríguez
- Juan Pablo Rodríguez
- Julio Rodríguez
- Diego Rolán
- Marcelo Romero
- Blerim Rrustemi
- Mariano Rubbo

## S
- Jose Sasia
- Nelson Semperena
- Paulo Serolini
- Darío Silva
- Gastón Silva
- Martín Silva
- Tabaré Silva
- Tanque Silva
- Jorge da Silva
- Gonzalo Sorondo
- Christian Sosa
- Cristian Sosa
- Heberley Sosa
- Damián Suárez
- Sebastián Suárez

## T
- Sebastián Taborda
- Jonathan Techera
- David Texeira
- Danilo Tosello
- Pablo Tourn
- Alejandro Traversa

## U
- Francisco Usúcar

## V
- Claudio Vacca
- Daniel Valdéz
- Sergio Valenti
- Gonzalo Vargas
- Diego Vera
- Mauro Vila
- Tabaré Viudez

## Z
- Oscar Zardo